# Murray Pierce
Pour les articles homonymes, voir Pierce.
Pas d'image ? Cliquez ici

a Compétitions nationales et continentales officielles uniquement.

b Matchs officiels uniquement.
Dernière mise à jour le 31 août 2018.
Murray Pierce, né le 1er novembre 1957 à Timaru, est un joueur de rugby à XV néo-zélandais qui a joué 54 fois avec les All-Blacks de 1984 à 1990. C’était un deuxième ligne, de 1,98 m et 107 kg. 

## Carrière
Il a représenté la province de Wellington à partir de 1982. Il a fait ses débuts avec les Blacks en juillet 1984 et son premier test match le 1er juin 1985 à l’occasion d’un match contre l'équipe d'Angleterre le 4 juillet 1984. Pierce a remporté la coupe du monde 1987 (cinq matchs joués, dont la finale contre la France). Il a disputé son dernier match avec les Blacks le 6 novembre 1990 contre France A à La Rochelle.

## Palmarès

### En équipe nationale
- Vainqueur de la Coupe du monde 1987

## Statistiques

### En équipe nationale
De 1985 à 1989, Murray Pierce compte 26 sélections avec les All-Blacks. Avec les Kiwis, il dispute une Coupe du monde en 1987. 